# US Open de 2009 - Duplas femininas
Detalhes de Duplas Femininas do US Open de 2009.
A dupla Cara Black and Liezel Huber foram derrotadas pelas irmãs Serena Williams and Venus Williams na por final 6–2, 6–2.